# Alobrogi
Alobrogi (antično grško: Άλλόβριγες [Άllóbriges], Άλλόβρυγες [Άllóbruges] ali  Άλλόβρoγες [Άllóbroges]), keltsko pleme v antični Galiji, ki je bilo naseljeno med reko Rono in  Ženevskim jezerom v sedanji Savoji, Daufineji in Vivaraisu. Njihova mesta so stala na področju sedanjega Annecyja, Chambéryja in Grenobla  v departmaju Isère in Švici. Alobroška prestolnica je bil sedanji Vienne.

## Geografija
Ozemlje Alobrogov je bilo ugotovljeno iz zapisov antičnih piscev. Cezar pravi, da so bili Segusjavi "prvo pleme izven province (Transalpske Galije)" na "drugem bregu reke Rone" in da je "marširal od Alobrogov k Segusjavom". To pomeni, da je bila leva obala Rone že okupirana in je spadala v rimsko provinco. Na severu je Rona ločevala Alobroge od Helvetov, kar pomeni, da so bili Alobrogi  naseljeni južno od Rone in Ženevskega jezera, iz katerega reka izvira. Ženeva je bila alobroška. Cezar pravi tudi to, da so bili Alobrogi "nedavno podjarmljeni".

## Zgodovina
Prva dokumentirana omemba Alobrogov je v zapisih zgodovinarja Polibija iz obdobja 150-130 pr. n. št.. Polibij opisuje, kako so se  Alobrogi neuspešno upirali Hanibalu, ko je leta 218 pr. n. št. prečkal Alpe.
Leta 123 pr. n. št. so dali zavetišče kralju Tutomotulu (ali Tevtomaliju) iz pokorjenega plemena Saluvov in zavrnili njegovo izročitev Rimu. Rim jim je zato napovedal vojno.  8. avgusta 121 pr. n. št. so jih rimske legije Kvinta Fabija Maksima porazile in jih prisilile k pokorščini. Maksim je za svoje junaško dejanje dobil vzdevek Alobroški (Allobrogicus). 
Spartakov namestnik Kriks v Spartakovem uporu sužnjev je bil Alobrog. 
Alobrogi so igrali precej pomembno vlogo v drugi Katilinovi zaroti leta 63 pr. n. št., v kateri je nameraval nasilno zrušiti Rimsko republiko. Katilinu so se pridružili številni politiki, ki so se iz različnih vzrokov počutili zapostavljene in potisnjene na obrobje družbe. Mnogi zarotniki, med njimi tudi Katilina, so imeli tudi resne finančne probleme. V zaroto so hoteli vključiti tudi Alobroge. V Rimu je bila v tistem času alobroška delegacija, ki je iskala pomoč proti svojemu zatiralskemu rimskemu guvernerju, ki je bil tudi med zarotniki. Zarotnik Publij Kornelij Lentul Sura je alobroški delegaciji preko Publija Umbrena, poslovneža, ki je kupčeval v Galiji, ponudil osvoboditev  izpod guvernerjevega jarma, če se pridružijo zaroti. Zarotniki so jim razkrili svoje načrte, alobroški diplomati pa so jih izdali konzulu Ciceronu.  Zarotnike so precej hitro zajeli ali pa so padli v manjših bitkah v okolici Rima.
Alobrogi so se kmalu zatem sami uprli. Leta 61 pr. n. št. se je uprl njihov poglavar Katugnat, a ga je Gaj Pomptin v bitki pri Soloniju porazil. Alobroški vojaki so se kot rimski podložniki samo nekaj let kasneje pridružili Juliju Cezarju med njegovim osvajanjem Galije. 
Generacijo kasneje je cesar Avgust preselil Alobroge v Narbonsko Galijo in nato v Viensko Galijo. Med rimsko vladavino se je Vienne razširil in leta 100 ga je Tacit opisal kot "zgodovinsko in občudovanja vredno mesto". Arheološka izkopavanja so pokazala, da so bila v mestu velika skladišča. Mesto je pobiralo davke od prometa po Vii Agripi in drugih rimskih cestah.

## Vera
V "Palači ogledal" v kopališčih v Saint-Romain-en-Galu nasproti sedanjega Vienna so odkrili kip boginje mestne zaščitnice. V Aix-les-Bainsu, severovzhodno od Vienna in severno od Culara, sedanjega Grenobla, je bilo večje  zdraviliško svetišče. Posvečeno je bilo galskemu bogu zdravilstva Borvu in ne Apolonu, kot bi pričakovali v tako romaniziranem okolju.